# نالمكسون
نالمكسون (بالإنجليزية: Nalmexone) هو مسكّن ألم قوي من فئة الأفيونيات. يعمل نالمكسون بشكل مباشر على الجهاز العصبي المركزي لتقليل الشعور بالألم. يمكن استخدامه لكل من الألم الحاد والألم المزمن. 

## الآثار الجانبية
تشمل الآثار الجانبية الخطيرة التي قد تنجم من النالمكسون انخفاض التنفس وانخفاض ضغط الدم. للنالمكسون احتمال مرتفع أن يؤدي للإدمان عليه وإساءة الاستعمال. إذا تم تخفيض الجرعة بعد فترة طويلة من الاستخدام قد تظهر عوارض الانسحاب من المواد الأفيونية.
وتشمل الآثار الجانبية الشائعة (النعاس، التقيؤ، الإمساك) وينصح الحذر عند استخدام النالمكسون أثناء الحمل أو الإرضاع حيث يؤثر النالمكسون على الأطفال.